# Martin Mühlstätter
Martin Mühlstätter (* 12. November 1979 in Villach) ist ein österreichischer Westernreiter.

## Werdegang
Bei den Weltmeisterschaften 2010 in Lexington (Kentucky) erreichte er im Reining mit Wimpys Little Buddy im Team Platz 4 und im Einzel Rang 10.
2014 gewann er bei den Weltreiterspielen in der Normandie im Reining zusammen mit seinen Kollegen Tina Künstner-Mantl, Rudi Kronsteiner und Markus Morawitz mit der österreichischen Equipe die Bronzemedaille. Martin Muehlstaetter erreichte 2020 den Status eines NRHA One Million Dollar Rider, was bedeutet, dass er mit Preisgeldern bereits mehr als 1 Mio. $ bei NRHA-Turnieren verdient hat.
Mühlstätter trainiert seit Jahren in Arizona in den USA.

## Pferde
- Wimpys Little Buddy
- Dun It On The QT (* 2004), American-Quarter-Horse-Hengst, Vater: Hollywood Dun It, Muttervater: Peppy San Badger
- Whiz N Lena Jac (* 2002), Vater: Ropsail Whiz, Muttervater: Smart Peppy Lena der über seinen Vater Doc Olena ein Nachkomme der AQHA Hall of Fame-Stute Poco Lena ist.[2]